# Lassy, Calvados
Lassy är en kommun i departementet Calvados i regionen Normandie i norra Frankrike. Kommunen ligger i kantonen Condé-sur-Noireau som ligger i arrondissementet Vire. År 2018 hade Lassy 322 invånare.

## Befolkningsutveckling
Antalet invånare i kommunen Lassy
Referens: INSEE